# Loboptera fortunata
Loboptera fortunata är en kackerlacksart som beskrevs av Krauss 1892. Loboptera fortunata ingår i släktet Loboptera och familjen småkackerlackor. Inga underarter finns listade i Catalogue of Life.